# 昆虫相撲

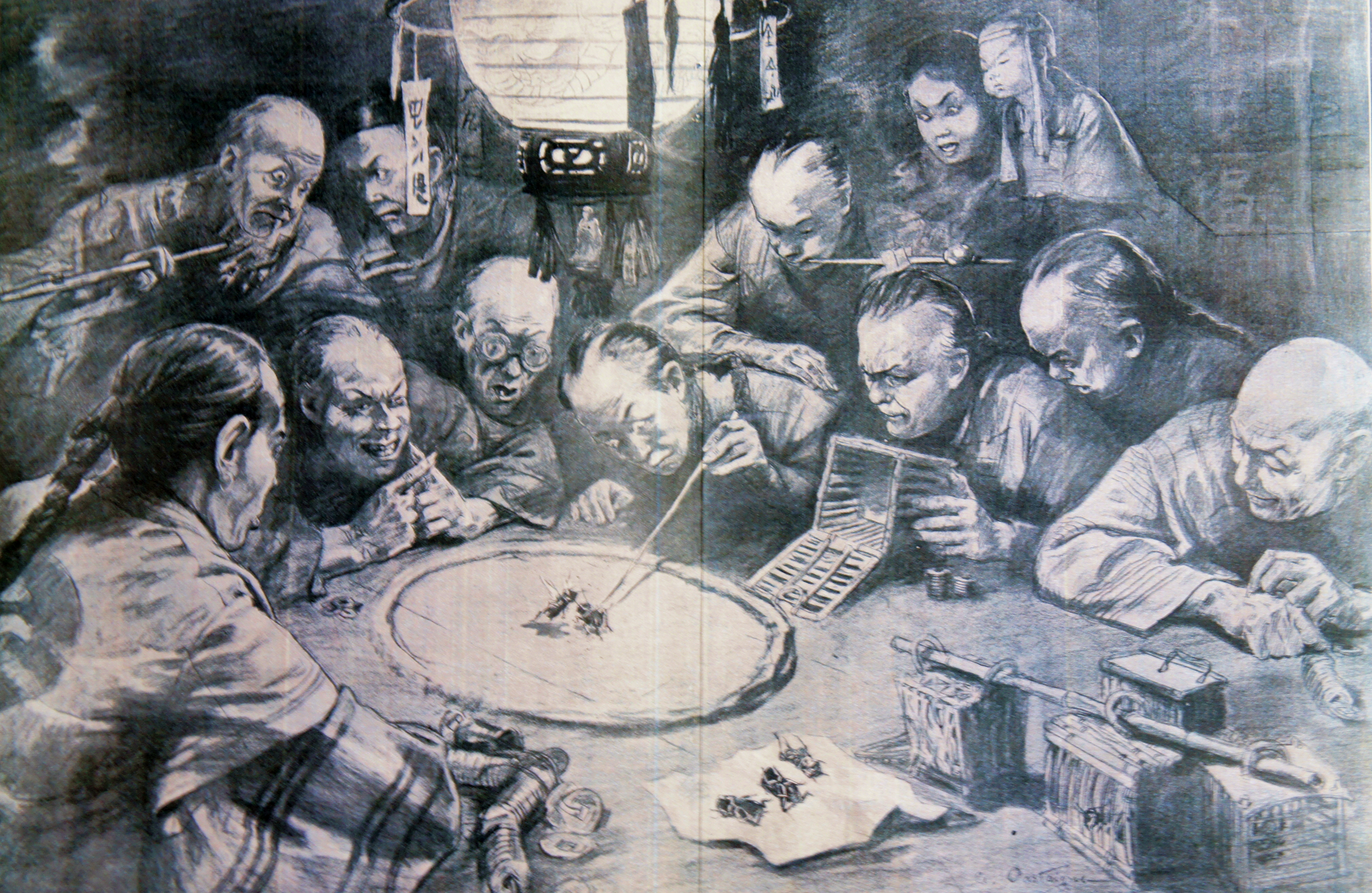
闘蟋蟀に興じる人々（1903年、清代の中国）

昆虫相撲（こんちゅうずもう）とは、昆虫または身近な陸生節足動物（主にクモ）を互いに闘わせる遊びの総称である。虫相撲などとも言う。縄張りを守ろうとしたり、繁殖期のメスへの求愛を競ったりする本能を利用することが多い。闘わせるのは同種同性が場合が多いが、異種間の場合もある。

## 主な昆虫相撲
昆虫相撲と見なされ、様式化、体系化されている伝統文化は世界各地に存在し、以下のようなものがある。
- 闘蟋：中国。1200年の歴史を持ち、コオロギのオス同士を闘わせる。「こおろぎ合戦」「コオロギ相撲」と和訳されるが、日本国内でははっきりとした風習としてはほとんど体系化されていない。
- 蜘蛛合戦：コガネグモ同士を闘わせる日本の伝統文化。以下が知られる。
  - 加治木くも合戦（鹿児島県姶良市加治木町）：国の選択無形民俗文化財に1996年（平成4年）11月28日に選択された[2]。
  - 全日本女郎ぐも相撲大会（高知県四万十市中村本町）[3]
- ホンチ：ネコハエトリのオスを争わせる[1]。神奈川県横浜市・川崎市一帯のものは、横浜市登録地域無形民俗文化財に2019年（令和元年）11月5日に登録された[4][5]。ネコハエトリを闘わせる。江戸時代に房総半島や対岸の三浦半島の漁師が、時化で休む時の手慰みとして始めたと伝えられ[1]、房総半島側の千葉県富津市ではフンチと呼ぶ。
- 座敷鷹：延宝-享保の江戸。ホンチと同じくハエトリグモを使用する競技だが、クモ同士を闘わせるのではなく、クモがハエを狩る能力を競わせた。
- メンクワン：タイ王国。ヒメカブトムシを闘わせる。
- カブトムシ相撲：日本各地の夏の風物詩。カブトムシのオス同士、ないしカブトムシと大型のクワガタムシを闘わせる。子供たちがめいめい採ってきた個体を闘わせるもので、藁くず等で土俵を作って行なわれることも多かった。どちらかの昆虫がひっくり返したり、場外に落としたり、対戦相手の昆虫が逃げ出したりしたら勝ちである。地域によっては神社境内の祭り、縁日などで大会をすることもある。

## 現代日本のホビーとしての昆虫相撲
熱帯産の外国種を含むカブトムシやクワガタムシなどを戦わせる娯楽である。試合様式は概ね上記のカブトムシ相撲に準ずるが、体系化された文化としての歴史、伝統はほとんど無い。ムシキング等のデジタルビデオゲームから規範を得た異種格闘の意味合いが強い。実虫を闘わせるのではなく、バーチャルに闘いをシミュレートするゲームをプレイしたり、闘いの様子を収録したDVDを鑑賞したりする場合もある。
両者ともにもとはメスないしは餌場を奪い合うための手段として発達させた角や大アゴを、闘争心が旺盛であるため顔を合わせただけで戦う性質を利用する。カブトムシは皮膚が発達した角を相手の腹下にいれ、持ち上げるようにして投げ飛ばす。頭角と胸角で挟んで投げ飛ばすこともある。前肢で振り払ったりもする。クワガタムシはもともと採食のためのものが発達した大アゴで相手を挟み、投げ飛ばす。体を持ち上げることで大きく見せ、威嚇する。カブトムシと違い殺傷能力があるため注意が必要。多頭飼育（多数を同じ容器で飼うこと）がいけないとされる所以である。
ただし場合によっては体に傷ができることもあり、衰弱したり、ラベルがついたりしている場合はきれいな状態で標本化できないため、昆虫相撲をさせることを嫌う愛好家も多い。

### 昆虫相撲を主題とした作品
- カブトボーグ
- 甲虫王者ムシキング
- サイカチ 真夏の昆虫格闘記